# اندیس کهله
کهله یک اندیس مصالح ساختمانی است که در حوالی شهر آغاجاری استان خوزستان قرار دارد و مادهٔ معدنی موجود در آن، مارن است. سنگ میزبان این اندیس آهک است.